# Similomerona
Similomerona is een geslacht van neteldieren uit de  familie van de Oceaniidae.

## Soort
- Similomerona nematophora (Antsulevich, 1986)